# Le Rossignol (Stravinsky)

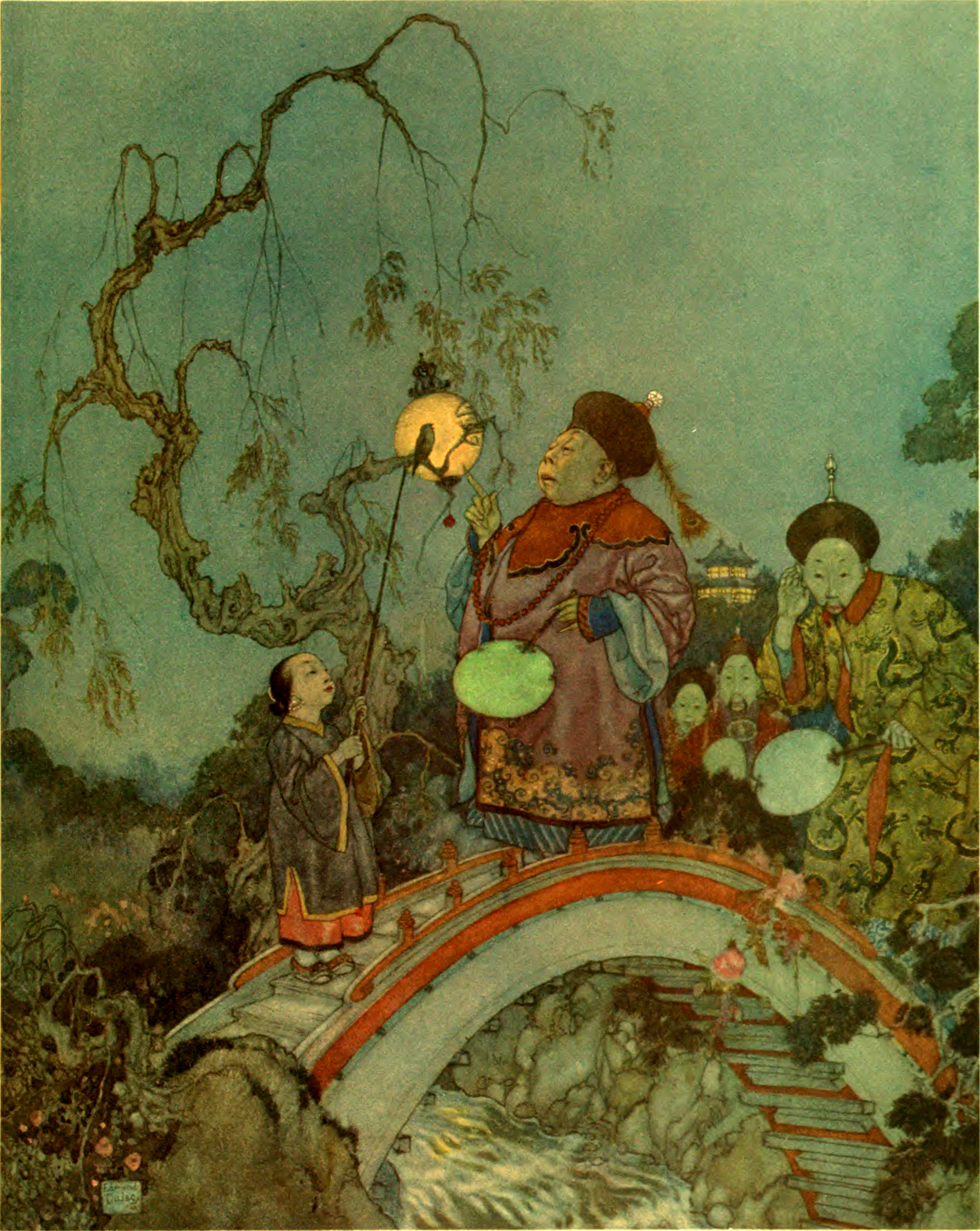
Illustratie van Edmund Dulac bij De Nachtegaal van Andersen

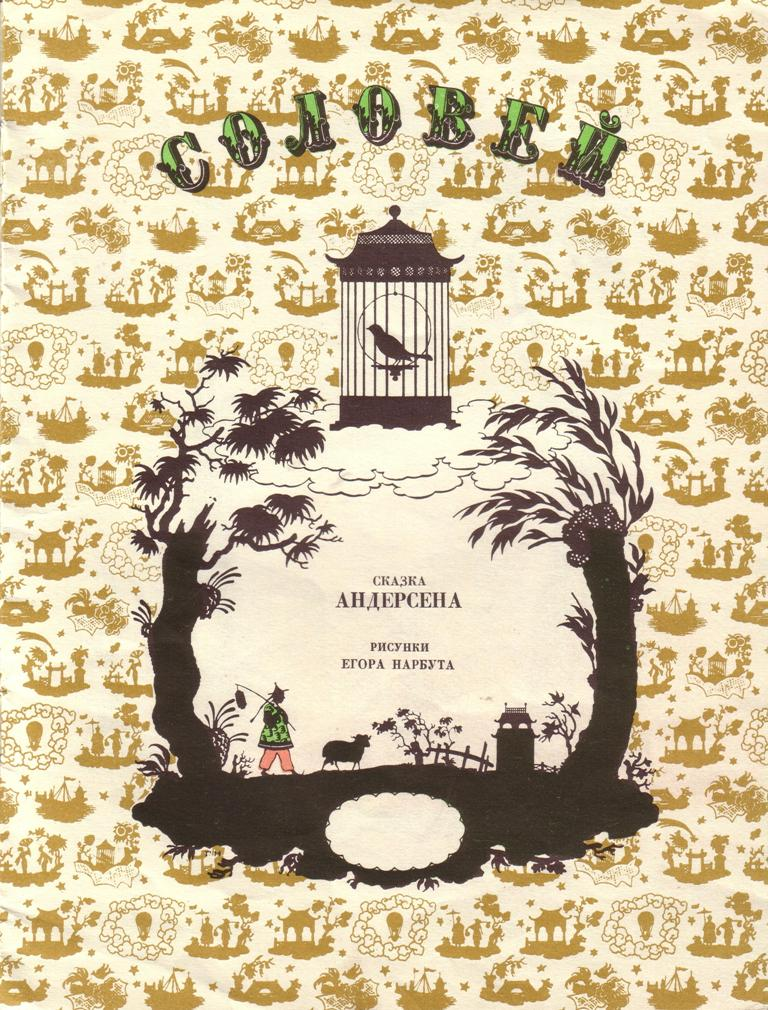
Omslag van uitgave van Andersens Nachtegaal, ontworpen door de bij Mir Iskoesstva aangesloten Oekraïense graficus Heorhiy Narbut (1886-1920)

Le Rossignol (Russisch: соловей / Nederlands: De Nachtegaal) (W24) is een opera, een muzikaal sprookje of conte lyrique, in drie aktes van Igor Stravinsky en Stepan Mitoussov naar het verhaal van Hans Christian Andersen. Het verhaal is vertaald in het Engels, Duits en Frans; de Franse titel voor het werk wordt het meest gebruikt. De bezetting voor de opera is voor twee sopranen, een mezzosopraan, drie tenoren, een bariton en drie bassen en voor drie fluiten, drie hobo's, drie klarinetten en drie fagotten, vier hoorns, vier trompetten, drie trombones en een tuba, pauken, slagwerk, piano, celesta, gitaar en mandoline en strijkers. De opera duurt ca. 45 minuten.
De compositie vond over diverse plaatsen plaats: akte één op het landgoed van Stravinsky's schoonvader in Ustilug in Oekraïne (in 1908 tot de zomer van 1909), akte twee en drie in Clarens (in 1913-1914) en Leysin (in 1914) in Zwitserland.
De eerste uitvoering vond plaats op 26 mei 1914 door de Ballets Russes in de opera van Parijs o.l.v. Pierre Monteux.

## Ontstaansgeschiedenis
De aanzet tot de opera gaat terug tot de tijd dat Stravinsky nog werkte onder Nikolaj Rimski-Korsakov. Het onderwerp koos hij als een poging om de verloren schoonheid van de sprookjeswereld uit zijn jeugd terug te winnen, de wereld van de elegante personen op sleeën van Finse sleerijders tijdens het carnavalsseizoen in Sint Petersburg. Die waren onderdeel voor hem van een realistische sprookjeswereld waarvan de schoonheid verloren ging en die hij in later leven terug probeerde te ontdekken, vooral bij Hans Christian Andersen (en wat tot uiting kwam in Le Rossignol, maar ook in Le Baiser de la Fée).
Le Rossignol is uit de beginperiode van de samenwerking van Stravinsky met de Ballets Russes. In de cultureel en intellectueel geëngageerde omgeving van zijn leraar Rimski-Korsakov ontmoette Stravinsky schilders, jonge wetenschappers, geleerden en verlichte amateurs met de meest vooruitstrevende inzichten en opvattingen. Daar ontmoette hij Stepan Mitoussov, met wie hij het libretto voor Le Rossignol schreef. Grote belangstelling was er voor Mir Iskoesstva (De wereld van de kunst), een tijdschrift opgezet door Sergej Diaghilev die ook exposities organiseerde van zijn schilderijen. Vrienden richtten een muziekgenootschap op, de 'Soirées van Contemporaine Muziek'. Stravinsky raakte in die tijd door het genootschap bekend met de werken van componisten waar hij tot dan nauwelijks van had gehoord, César Franck, Vincent d'Indy, Gabriel Fauré, Paul Dukas en Claude Debussy, weliswaar om praktische redenen alleen met de kamermuziek van die componisten.
Stravinsky schreef de eerste acte van Le Rossignol in Rusland (Oekraïne) en toen hij vier jaar later in Clarens in Zwitserland woonde ontving hij van het pas geopende Théâtre Libre in Moskou het verzoek om Le Rossignol te voltooien. Stravinsky weifelde omdat zijn muzikale idioom inmiddels veranderd was (de Vuurvogel, Petroesjka en de Sacre waren al geschreven en uitgevoerd), maar hij stemde toch toe. Uiteindelijk ging het project door het failliet van het theater in Moskou niet door. Stravinsky voltooide de opera naar eigen inzichten en wensen, waarbij hij uit de eerder geschreven eerste acte een soort proloog maakte tegenover de twee andere muzikaal anders opgezette aktes (voltooid respectievelijk in 1913-1914 in Clarens en in 1914 in Leysin). Diaghelev nam de productie van de opera op zich in combinatie met Le Coq d'Or van Rimski-Korsakov. De uitvoering in de Opéra national de Paris vond op 26 en 28 mei plaats, o.l.v. Pierre Monteux en  met een decorontwerp van Alexandre Benois. Op voorstel van Diaghelev werd het werk als opera-ballet uitgevoerd waarbij de dansers de rollen mimeden en de Russische tekst in de orkestbak werd gezongen. Stravinsky merkte later ironisch op dat de première alleen onsuccesvol was in de zin dat het geen schandaal veroorzaakte (zoals bv. zijn Sacre).

## Opbouw van de compositie
Het verhaal in het kort:
- De eerste akte opent in een nachtelijke zetting met een Visser (tenor) in zijn boot aan het strand die zegt dat hij de Nachtegaal (sopraan) nog niet heeft gehoord. Een groep hovelingen van het keizerlijk hof arriveert, geleid door een Kokkin (sopraan). Ze zoeken de Nachtegaal wier zang de Keizer wil horen. De Nachtegaal accepteert de uitnodiging om mee te gaan naar het hof.
- De tweede akte opent met een entr'acte en een Chinese mars, de actie speelt zich af in het keizerlijk paleis. De Nachtegaal betovert de Keizer met haar zang, maar zij wordt verdrongen door een speeldoos, een mechanische nachtegaal, die door de Keizer van Japan aan de Keizer van China is gestuurd. De Keizer wil de zang van de echte Nachtegaal vergelijken met die van de mechanische; de Nachtegaal vliegt verontwaardigd weg. De Keizer verbant de Nachtegaal uit het rijk omdat zij zo grofweg is vertrokken en laat de mechanische nachtegaal in de keizerlijke slaapkamer plaatsen als eerste zanger.
- In de derde akte verschijnt de Dood (mezzosopraan) aan het voeteind van het keizerlijk bed. De mechanische nachtegaal is kapot. De Keizer is doodsbang door de stemmen van de geesten die langs zijn bed sluipen en hem niet alleen herinneren aan zijn goede, maar ook slechte daden; de Keizer roept in angst om zijn musici. Dan verschijnt de Nachtegaal die de Keizer opvrolijkt met haar zang. Ze haalt de Dood over haar prooi te laten gaan. Het leven van de Keizer is gespaard en hij smeekt de Nachtegaal voor altijd te blijven. De Nachtegaal bedankt hiervoor, maar belooft elke nacht terug te komen en voor de Keizer te zingen. De hovelingen arriveren in de veronderstelling dat de Keizer dood is, maar hij kan ze levend en wel verwelkomen. De acte eindigt met de Visser die de Nachtegaal prijst en haar dankt dat ze naar hem is teruggekeerd.[6]

De grote orkestrale rijkdom van Le Rossignol is te vergelijken met Le Sacre du Printemps, maar het vocale deel is verwant aan de Franse opera uit de tweede helft van de 19e eeuw (zoals Ambroise Thomas' Hamlet en Léo Delibes' Lakmé). Modest Moessorgski en Claude Debussy beïnvloedden Stravinsky's harmonische inspiratie, met name zijn gebruik van overmatige secundes, parallelle intervallen, pentatonische melodieën en orkestrale middelen; de langzaam bewegende kwinten en tertsen herinnert aan Debussy's Nuages en het neuriënde koor aan de Sirènes, beide uit diens Nocturnes. Later merkte Stravinsky op dat de eerste akte op zijn minst echt opera is, maar ondanks de “overduidelijke Debussyismes, vocalises à la Lakmé en Tsjaikovskimelodieën te zoet en te lief, zelfs voor die tijd”.
Om het Chinese hof te illustreren gebruikt Stravinsky in de Entr'acte en in de Chinese Mars (beide tweede akte) en de Plechtige Processie (aan het slot van de derde akte) een aangepaste Chinese pentatonische toonladder.

## Bewerkingen
Begin 1917 vroeg Diaghelev of Stravinsky de opera kon omzetten in een ballet. Het project, waarbij Léonide Massine en Henri Matisse werden betrokken, resulteerde in een Symfonisch gedicht waarvoor Stravinsky de muziek uit de tweede en derde akte van Le Rossignol bewerkte tot Le Chant du Rossignol. Dit werk ging op 6 december 1919 o.l.v. Ernest Ansermet in Genève in première.
In 1962 publiceerde uitgeverij Boosey and Hawkes Stravinsky's herziene versie van Le Rossignol. Stravinsky's wijzigingen beperkten zich tot het weglaten van een enkele maat en wijzigingen in de dynamische aanwijzingen (met name het lied van de Visser kreeg een hoger tempo).

## Oeuvre
Zie het Oeuvre van Igor Stravinsky voor een volledig overzicht van het werk van Stravinsky.

## Geselecteerde discografie
- Le Rossignol, in de 'Igor Stravinsky Edition' – deel 'Operas and Songs', Reri Grist en Marina Picassi, sopraan; Elaine Bonazzi, alt; Loren Driscoll, Stanley Kolk en William Murphy, tenor; Donald Gramm, bariton; Kenneth Smith, Herbert Beattie en Carl Kaiser, bas; Chorus and Orchestra of the Opera Society of Washington, Sony Classical, SM2K 46 298
- Le Rossignol, Phyllis Bryn Julson en Felicity Palmer, sopraan; Elizabeth Laurence, mezzosopraan; Ian Caley en Gareth Roberts, tenor; Neil Howlett, bariton; Michael George, John Tomlinson en Brindley Sherratt, bas; BBC Singers, BBC Symphony Orchestra o.l.v. Pierre Boulez, Erato, 2292-45627-2